# Storklobben, Ingå
Storklobben är en ö i Finland. Den ligger i Finska viken och i kommunen Ingå i den ekonomiska regionen  Raseborg i landskapet Nyland, i den södra delen av landet. Ön ligger omkring 62 kilometer väster om Helsingfors.
Öns area är 1 hektar och dess största längd är 230 meter i sydöst-nordvästlig riktning.